# Santiago Rodríguez (prowincja)
Santiago Rodríguez – jedna z 32 prowincji Dominikany. Stolicą prowincji jest miasto San Ignacio de Sabaneta.

## Opis
Prowincja zajmuje powierzchnię 1 148	 km² i liczy 57 400 mieszkańców 1 grudnia 2010.

## Gminy
| Lp.     | Gmina                   | Liczba ludności (2010) | Powierzchnia (km²) |
| ------- | ----------------------- | ---------------------- | ------------------ |
| 1       | Monción                 | 11 753                 | 139                |
| 2       | San Ignacio de Sabaneta | 34 540                 | 801                |
| 3       | Villa de los Almácigos  | 11 183                 | 207                |
| Łącznie |                         | 57 400                 | 1 148              |